# Berliet GPM
Der Berliet GPM war ein vom französischen Kraftfahrzeughersteller Berliet in Lyon ab 1934 in zwei Varianten hergestellter schwerer LKW mit 12 Tonnen Nutzlast.

## Geschichte und Technik
Der Berliet GPM erhielt in beiden Varianten am 26. Mai 1934 seine allgemeine Betriebserlaubnis. Es war ein Hauben-Lkw, der in sehr geringer Zahl bis 1935 gebaut wurde. Bezüglich der technischen Daten wird auf die Info-Box verwiesen. Im Übrigen unterschieden sich die Varianten nur durch den Motor.

### GPM 10
Der GPM 10 hatte einen Sechszylinder-Dieselmotor des Typs MDE mit 120 mm Bohrung und 160 mm Hub, woraus sich ein Hubraum von 10.857 cm³ errechnet. Das Fahrzeug war steuerlich mit 29 PS eingestuft, die bei 2000/min abgegebene effektive Höchstleistung betrug 100 PS. 1934 wurden 8, 1935 wurden 4 Stück gebaut.

### GPM 12
Der GPM 12 hatte einen Sechszylinder-Dieselmotor des Typs MDH mit 130 mm Bohrung und 160 mm Hub, woraus sich ein Hubraum von 12.742 cm³ errechnet. Steuerlich war das Fahrzeug mit 34 CV eingestuft, der Motor leistete 105 effektive PS bei 1600/min. 1934 wurden 7, 1935 wurde 1 Stück gebaut.

### Originalquellen
Eine Publikation, in der alle vor 1945 gebauten Berliet-Typen individuell abgehandelt wären, gibt es nicht. Neben der unten erwähnten Literatur wurde auf folgende in der Fondation Berliet verwahrte Originalunterlagen zurückgegriffen:
- "Fiches des Mines": Es handelt sich um die Unterlagen zur Erteilung einer allgemeinen Betriebserlaubnis, hierfür ist in Frankreich der "Inspecteur des mines" sachlich zuständig. Diese Unterlagen sind chronologisch geordnet und nummeriert. Nicht zu jedem Typ bzw. Variante gibt es entsprechende Unterlagen, teils, weil sie wohl als Untervarianten eines Typs verstanden wurden, für den eine gesonderte Erlaubnis nicht erforderlich war, teils wohl, weil diese Unterlagen im Laufe der letzten 100 Jahre verlorengegangen sind. Bei Militärtypen gibt es Hinweise, dass eine Betriebserlaubnis direkt durch militärische Dienststellen erfolgte, was entsprechende "fiches des mines" überflüssig machte. Die Quellenbezeichnung lautet: "Fiches No...."
- "Etat des véhicules utilitaires et autobus declares aux mines depuis 1920", eine 15-seitige Zusammenstellung vom 1. Dezember 1941, enthält insbesondere die reservierten Chassisnummernbänder, die jedoch vielfach nicht vollständig ausgeschöpft wurden, einige Typen bzw. Varianten werden nicht erwähnt, Quellenbezeichnung lautet: "Etat S..."
- "Nombre de véhicules construits de 1930 à 1942", siebenseitige Zusammenstellung der zwischen 1930 und 1942 gebauten Stückzahlen an Nutzfahrzeugen, erstellt wohl 1943, erste Seite teilweise irreparabel verderbt, teilweise werden mehrere Typen bzw. Varianten zusammengefasst, Quellenbezeichnung lautet: "Nombre S...."

### Sonstige Literatur
- Monique Chapelle: Berliet. 1. Auflage. EMCE, Saint-Chamond 2016, ISBN 978-2-35740-049-8.
- Christophe Puvilland: Berliet 1905–1978, toute la gamme omnibus, autocars, autobus et trolleybus. 1. Auflage. histoire&collections, Paris 2008, ISBN 978-2-35250-059-9.
- François Vauvillier: Tous les Berliet militaires 1914–1940, vol.1: les camions. histoire&collections, Paris 2019, ISBN 978-2-35250-496-2.